# ویکاریوس (شرکت)
ویکاریوس (به انگلیسی Vocarious) یک شرکت فعال در هوش مصنوعی مستقر در منطقه خلیج سان فرانسیسکو، کالیفرنیا است. آنها از اصول محاسباتی مغز برای ساخت نرم‌افزار که بتوانند مانند انسان بیندیشد و یاد بگیرد استفاده می‌کنند.

## بنیانگذاران
این شرکت در سال 2010 توسط D. Scott Phoenix و دکتر Dileep George تأسیس شد. پیش از تأسیس ویکاریوس، Phoenix در فاوندرز فاند (به انگلیسی Founders Fund) یک کارآفرین و مدیر ارشد اجرایی فراگمتریکز (به انگلیسی Frogmetrics) که یک شرکت تحلیل صفحات لمسی است، بود. پیشتر هم در شرکت نومنتا (به انگلیسی Numenta)  که به همراه جف هاوکینز (به انگلیسی Jeff Hawkins) و دونا دابینزکی (به انگلیسی Donna Dubinsky) همزمان با تکمیل رساله دکتری خود در دانشگاه استنفورد، تأسیس کرده بود، مدیر ارشد تکنولوژی بود.